# بطرس الرابع (بابا الإسكندرية)
البابا بطرس الرابع بابا الإسكندرية وبطريرك الكرازة المرقسية، بطريرك الكنيسة القبطية الأرثوذكسية الرابع والثلاثين في الفترة ما بين 25 يولية سنة 567 م و 19 يونية 569 م. وكان قد اختار رجلاً قديساً عالماً يُسمى داميانوس وجعله كاتباً له وأَوكل إليه الاهتمام بالكنائس، وهو الذي صار بطريركاً بعده.
مُنع البابا بطرس الرابع من دخول الإسكندرية، وبقى يتنقل من ديرٍ إلى ديرٍ، كانت الأديرة المحيطة بالإسكندرية تبلغ حوالي 600 ديرًا فكان الشعب المصري والأثيوبي ومن النوبة يقدمون إلى الأديرة ليلتقوا بباباهم.تنيح في 19 يونية 569 للميلاد.

## مواضيع مرتبطة
- تاريخ مصر المسيحية

| سبقه ثيؤدوسيوس الأول | بطريرك الإسكندرية بطرس الرابع | تبعه دميانوس الأول |